# Euzerconidae
Famille
Les Euzerconidae  Trägårdh, 1938 sont une famille d'acariens Antennophorina, elle contient douze genres et 20 espèces décrites.

## Classification
- Euzercon Berlese, 1888 8e
- Etazercon Hunter & Rosario, 1989 1e
- Euzerconiella Wisniewski & Hirschmann, 1992 1e
- Euzerconoides Funk, 1980 2e
- Karkinoeuzercon Funk, 1980 1e
- Microeuzercon Funk, 1976 1e
- Neoeuzercon Funk, 1980 1e
- Paraeuzercon Funk, 1980 1e
- Pseudoeuzercon Funk, 1980 1e
- Synaptoeuzercon Funk, 1980 1e
- Trichotoeuzercon Funk, 1980 1e
- Trinizercon Hunter & Rosario, 1989 1e